# Backhoppning vid olympiska vinterspelen för ungdomar 2020
Backhoppning vid olympiska vinterspelen för ungdomar 2020 arrangerades i Les Tuffes, Frankrike mellan den 19 och 22 januari 2020.

## Medaljsummering

### Medaljtabell
| Pl. | Nation    | Guld | Silver | Brons | Totalt |
| --- | --------- | ---- | ------ | ----- | ------ |
| 1   | Österrike | 2    | 0      | 1     | 3      |
| 2   | Ryssland  | 1    | 0      | 0     | 1      |
| 3   | Frankrike | 0    | 1      | 1     | 2      |
| 4   | Japan     | 0    | 1      | 0     | 1      |
| 4   | Slovenien | 0    | 1      | 0     | 1      |
| 6   | Tjeckien  | 0    | 0      | 1     | 1      |
|     | Totalt    | 3    | 3      | 3     | 9      |

### Medaljörer
| Event                              | Guld                                                                      | Guld  | Silver                                                       | Silver | Brons                                                                 | Brons |
| Normalbacke, pojkar Detaljer...    | Marco Wörgötter Österrike                                                 | 257,7 | Mark Hafnar Slovenien                                        | 247,1  | David Haagen Österrike                                                | 244,5 |
| Normalbacke, flickor Detaljer...   | Anna Shpyneva Ryssland                                                    | 229,6 | Joséphine Pagnier Frankrike                                  | 222,8  | Štěpánka Ptáčková Tjeckien                                            | 214,6 |
| Normalbacke, mixat lag Detaljer... | Österrike Lisa Hirner Stefan Rettenegger Julia Mühlbacher Marco Wörgötter | 986,4 | Japan Ayane Miyazaki Yuto Nishikata Machiko Kubota Sota Kudo | 938,0  | Frankrike Emma Treand Marco Heinis Joséphine Pagnier Valentin Foubert | 886,7 |